# Lijst van burgemeesters van Bellingwolde
Dit is een lijst van burgemeesters van de voormalige Nederlandse gemeente Bellingwolde in de provincie Groningen.
In 1968 werden de gemeenten Bellingwolde en Wedde samengevoegd tot de gemeente Bellingwedde.
| Ambtsperiode | Naam burgemeester             | Partij of stroming | Bijzonderheden |
| ------------ | ----------------------------- | ------------------ | --- |
| 1811 - 1835  | Jacobus Heres                 |                    | landbouwer, rijkste inwoner van Oudeschans. Daarvoor van 1808-1811 secretaris van Nieuweschans, overleden 16 april 1835 |
| 1835 - 1837  | Harm Freriks Bregenbeek       |                    | overleden 27 maart 1837                                                                                                 |
| 1837 - 1850  | Simon Pompeus van der Tuuk    |                    | werd lid van gedeputeerde staten van de provincie Groningen                                                             |
| 1850 - 1885  | Luppo Kars                    |                    | was gemeentesecretaris van Bellingwolde, overleden april 1885                                                           |
| 1885 - 1891  | Jacob Sijpkens                |                    | werd lid van gedeputeerde staten van Groningen (1891-1919), Ridder in de Orde van de Nederlandse Leeuw                  |
| 1891 - 1895  | Albertus Petrus ter Meulen    |                    | tevens burgemeester van Wedde                                                                                           |
| 1895 - 1913  | Pieter Lauwrens Dinkla (Ezn.) |                    | |
| 1913 - 1917  | Nicolaas Jacob Rookmaker      |                    | overleden januari 1917                                                                                                  |
| 1917 - 1945  | mr. Heertje Venema            |                    | was burgemeester van Ten Boer                                                                                           |
| 1946 - 1965  | Willem Vasbinder              | PvdA               | |
| 1965 - 1968  | Hendrikus Johannes Eijsink    | PvdA               | werd burgemeester van de nieuw gevormde gemeente Bellingwedde, Meppel en Zeist                                          |